# 1794 в Україні

## Події
- 2 вересня указом Катерини II селищу Хаджибей надано статус міста, яке в 1795 р. було перейменовано в Одесу

## Особи

### Народились
- 24 вересня, Міхал Вишневський (1794—1865) — польський письменник, філософ, історик літератури, політичний діяч.
- 24 жовтня, Геровський Яків Симеонович (1794—1850) — український педагог, релігійний та громадський діяч, священик УГКЦ. Професор, доктор богослов'я (1836), ректор Львівського університету у 1841—1842 роках.
- Миколай Єловіцький (1794—1867) — польський письменник, перекладач.
- Костянтин Матезонський (1794—1858) — музичний діяч на Закарпатті.
- Лорер Микола Іванович (1794—1873) — декабрист, майор Вятського піхотного полку, мемуарист.
- Олізар Нарциз (1794—1862) — граф, сенатор-каштелян Царства Польського, посол на сеймі в 1831, письменник, учасник національно-визвольного повстання 1830—1831 років.
- Хотовицький Степан Хомич (1794—1885) — лікар, один з основоположників педіатрії в Російській імперії, дослідник холери.

### Померли
- 8 березня, Емануїл Джані-Русет (1715—1794) — господар Молдавського князівства від травня по жовтень 1788 року. Фанаріот та господар Валахії.
- 9 листопада, Сковорода Григорій Савич (1722—1794) — український просвітитель-гуманіст, філософ, поет, педагог.
- Козельський Яків Павлович (1729—1794) — письменник, філософ-просвітитель, член Другої Малоросійської колегії у місті Глухів.
- Переверзєв Іван Афанасійович — директор училищ Харківського Намісництва, дослідник історії та статистики Слобожанщини.
- Рачинський Андрій Андрійович (1724—1794) — український державний діяч епохи Гетьманщини; професійний композитор, диригент.

## Засновані, створені
- Одеський морський торговельний порт
- Будинок Головного командира Чорноморського флоту в Миколаєві
- Покровська церква (Любитів)
- Свято-Вознесенська церква (м. Снятин)
- Церква Введення в храм Пресвятої Діви Марії (Стара Ягільниця)
- Церква дванадцяти апостолів (Балаклава)
- Церква святої великомучениці Параскеви П'ятниці (Доброводи)
- Спасо-Преображенський Нещерівський монастир
- Братолюбівка (Долинський район)
- Вербівка (Липовецький район)
- Виноградове (Олешківський район)
- Гавриші
- Заброди (Богодухівський район)
- Каланчак (смт)
- Качкарівка (Бериславський район)
- Костичі
- Лісове (Братський район)
- Лобріївка
- Никонівка (Бердичівський район)
- Пісочин (Богодухівський район)
- Покровка (Любашівський район)
- Саблуківка
- Травневе (Коростишівський район)
- Туричани
- Улянівка (Василівський район)
- Чаплинка (смт)